# Eleições autárquicas portuguesas de 2001 no distrito de Castelo Branco
| Eleições autárquicas portuguesas de 2001 Distritos: Aveiro \| Beja \| Braga \| Bragança \| Castelo Branco \| Coimbra \| Évora \| Faro \| Guarda \| Leiria \| Lisboa \| Portalegre \| Porto \| Santarém \| Setúbal \| Viana do Castelo \| Vila Real \| Viseu \| Açores \| Madeira |

## Resultados por concelho
Os resultados nos concelhos do Distrito de Castelo Branco foram os seguintes:

### Belmonte
| Partido                 | Partido                        | Votos | %               | +/-   | Vereadores | +/-     |
| ----------------------- | ------------------------------ | ----- | --------------- | ----- | ---------- | ------- |
|                         | Partido Socialista             | 2 152 | 49,47 / 100,00  | 19,61 | 3 / 5      | 1       |
|                         | Partido Social Democrata       | 1 665 | 38,28 / 100,00  | 12,62 | 2 / 5      | 1       |
|                         | Coligação Democrática Unitária | 247   | 5,68 / 100,00   | 6,94  | 0 / 5      | Estável |
|                         | Partido Popular                | 102   | 2,34 / 100,00   | 0,43  | 0 / 5      | Estável |
| Votos Inválidos         | Votos Inválidos                | 184   | 4,23 / 100,00   | 0,48  |            |         |
| Total                   | Total                          | 4 350 | 100,00 / 100,00 |       | 5 / 5      |         |
| Eleitorado/Participação | Eleitorado/Participação        | 6 058 | 71,81 / 100,00  | 4,95  |            |         |

### Castelo Branco
| Partido                 | Partido                        | Votos  | %               | +/-  | Vereadores | +/-     |
| ----------------------- | ------------------------------ | ------ | --------------- | ---- | ---------- | ------- |
|                         | Partido Socialista             | 21 554 | 70,70 / 100,00  | 5,45 | 6 / 7      | 1       |
|                         | PSD-CDS                        | 6 512  | 21,36 / 100,00  | -    | 1 / 7      | -       |
|                         | Coligação Democrática Unitária | 871    | 2,86 / 100,00   | 1,14 | 0 / 7      | Estável |
|                         | Bloco de Esquerda              | 407    | 1,33 / 100,00   | Novo | 0 / 7      | Novo    |
| Votos Inválidos         | Votos Inválidos                | 1 144  | 3,75 / 100,00   | 0,83 |            |         |
| Total                   | Total                          | 30 488 | 100,00 / 100,00 |      | 7 / 7      | 2       |
| Eleitorado/Participação | Eleitorado/Participação        | 48 590 | 62,75 / 100,00  | 0,83 |            |         |

### Covilhã
| Partido                 | Partido                        | Votos  | %               | +/-   | Vereadores | +/-     |
| ----------------------- | ------------------------------ | ------ | --------------- | ----- | ---------- | ------- |
|                         | Partido Social Democrata       | 21 620 | 65,97 / 100,00  | 17,68 | 6 / 7      | 1       |
|                         | Partido Socialista             | 6 115  | 18,66 / 100,00  | 14,40 | 1 / 7      | 2       |
|                         | Coligação Democrática Unitária | 2 810  | 8,57 / 100,00   | 3,21  | 0 / 7      | 1       |
|                         | Partido Popular                | 853    | 2,60 / 100,00   | 1,65  | 0 / 7      | Estável |
| Votos Inválidos         | Votos Inválidos                | 1 374  | 4,19 / 100,00   | 0,26  |            |         |
| Total                   | Total                          | 32 772 | 100,00 / 100,00 |       | 7 / 7      | 2       |
| Eleitorado/Participação | Eleitorado/Participação        | 49 857 | 65,73 / 100,00  | 0,92  |            |         |

### Fundão
| Partido                 | Partido                                | Votos  | %               | +/-   | Vereadores | +/-     |
| ----------------------- | -------------------------------------- | ------ | --------------- | ----- | ---------- | ------- |
|                         | Partido Social Democrata               | 11 194 | 55,16 / 100,00  | 24,41 | 5 / 7      | 3       |
|                         | Partido Socialista                     | 5 757  | 28,37 / 100,00  | 26,27 | 2 / 7      | 3       |
|                         | Grupo de Cidadãos (Apoiado por CDS-PP) | 1 326  | 6,53 / 100,00   | Novo  | 0 / 7      | Novo    |
|                         | Coligação Democrática Unitária         | 909    | 4,48 / 100,00   | 1,33  | 0 / 7      | Estável |
| Votos Inválidos         | Votos Inválidos                        | 1 108  | 5,46 / 100,00   | 0,08  |            |         |
| Total                   | Total                                  | 20 294 | 100,00 / 100,00 |       | 7 / 7      |         |
| Eleitorado/Participação | Eleitorado/Participação                | 28 593 | 70,98 / 100,00  | 7,58  |            |         |

### Idanha-a-Nova
| Partido                 | Partido                        | Votos  | %               | +/-  | Vereadores | +/-     |
| ----------------------- | ------------------------------ | ------ | --------------- | ---- | ---------- | ------- |
|                         | Partido Socialista             | 3 962  | 45,83 / 100,00  | 3,44 | 4 / 7      | 1       |
|                         | Partido Social Democrata       | 3 954  | 45,74 / 100,00  | 0,86 | 3 / 7      | 1       |
|                         | Coligação Democrática Unitária | 139    | 1,61 / 100,00   | 2,80 | 0 / 7      | Estável |
|                         | Partido Popular                | 137    | 1,58 / 100,00   | 1,10 | 0 / 7      | Estável |
| Votos Inválidos         | Votos Inválidos                | 453    | 5,24 / 100,00   | 0,40 |            |         |
| Total                   | Total                          | 8 645  | 100,00 / 100,00 |      | 7 / 7      |         |
| Eleitorado/Participação | Eleitorado/Participação        | 11 592 | 74,58 / 100,00  | 6,41 |            |         |

### Oleiros
| Partido                 | Partido                        | Votos | %               | +/-  | Vereadores | +/-     |
| ----------------------- | ------------------------------ | ----- | --------------- | ---- | ---------- | ------- |
|                         | Partido Social Democrata       | 3 296 | 64,61 / 100,00  | 7,30 | 4 / 5      | Estável |
|                         | Partido Socialista             | 1 317 | 25,82 / 100,00  | 4,93 | 1 / 5      | Estável |
|                         | Partido Popular                | 271   | 5,31 / 100,00   | -    | 0 / 5      | -       |
|                         | Coligação Democrática Unitária | 33    | 0,65 / 100,00   | 1,16 | 0 / 5      | Estável |
| Votos Inválidos         | Votos Inválidos                | 184   | 3,61 / 100,00   | 1,78 |            |         |
| Total                   | Total                          | 5 101 | 100,00 / 100,00 |      | 5 / 5      |         |
| Eleitorado/Participação | Eleitorado/Participação        | 7 458 | 68,40 / 100,00  | 2,30 |            |         |

### Penamacor
| Partido                 | Partido                        | Votos | %               | +/-   | Vereadores | +/-     |
| ----------------------- | ------------------------------ | ----- | --------------- | ----- | ---------- | ------- |
|                         | Grupo de Cidadãos              | 2 281 | 45,98 / 100,00  | Novo  | 3 / 5      | Novo    |
|                         | Partido Socialista             | 1 668 | 33,62 / 100,00  | 29,14 | 2 / 5      | 2       |
|                         | Partido Popular                | 689   | 13,89 / 100,00  | 12,33 | 0 / 5      | 1       |
|                         | Coligação Democrática Unitária | 53    | 1,07 / 100,00   | 1,98  | 0 / 5      | Estável |
| Votos Inválidos         | Votos Inválidos                | 270   | 5,44 / 100,00   | 2,53  |            |         |
| Total                   | Total                          | 4 961 | 100,00 / 100,00 |       | 5 / 5      |         |
| Eleitorado/Participação | Eleitorado/Participação        | 6 862 | 72,30 / 100,00  | 9,34  |            |         |

### Proença-a-Nova
| Partido                 | Partido                        | Votos | %               | +/-   | Vereadores | +/-     |
| ----------------------- | ------------------------------ | ----- | --------------- | ----- | ---------- | ------- |
|                         | Partido Social Democrata       | 3 100 | 50,49 / 100,00  | 5,62  | 3 / 5      | Estável |
|                         | Partido Socialista             | 1 737 | 28,29 / 100,00  | 15,66 | 1 / 5      | 1       |
|                         | Partido Popular                | 912   | 14,85 / 100,00  | 9,52  | 1 / 5      | 1       |
|                         | Coligação Democrática Unitária | 102   | 1,66 / 100,00   | 0,01  | 0 / 5      | Estável |
| Votos Inválidos         | Votos Inválidos                | 289   | 4,70 / 100,00   | 0,53  |            |         |
| Total                   | Total                          | 6 140 | 100,00 / 100,00 |       | 5 / 5      |         |
| Eleitorado/Participação | Eleitorado/Participação        | 9 040 | 67,92 / 100,00  | 0,89  |            |         |

### Sertã
| Partido                 | Partido                        | Votos  | %               | +/-   | Vereadores | +/-     |
| ----------------------- | ------------------------------ | ------ | --------------- | ----- | ---------- | ------- |
|                         | Partido Socialista             | 3 279  | 29,87 / 100,00  | 2,83  | 3 / 7      | 1       |
|                         | Grupo de Cidadãos              | 3 273  | 29,82 / 100,00  | Novo  | 2 / 7      | Novo    |
|                         | Partido Social Democrata       | 3 249  | 29,60 / 100,00  | 26,76 | 2 / 7      | 3       |
|                         | Partido Popular                | 674    | 6,14 / 100,00   | 0,13  | 0 / 7      | Estável |
|                         | Coligação Democrática Unitária | 90     | 0,82 / 100,00   | 0,29  | 0 / 7      | Estável |
| Votos Inválidos         | Votos Inválidos                | 412    | 3,75 / 100,00   | 0,96  |            |         |
| Total                   | Total                          | 10 977 | 100,00 / 100,00 |       | 7 / 7      |         |
| Eleitorado/Participação | Eleitorado/Participação        | 15 699 | 69,92 / 100,00  | 6,74  |            |         |

### Vila de Rei
| Partido                 | Partido                        | Votos | %               | +/-   | Vereadores | +/-     |
| ----------------------- | ------------------------------ | ----- | --------------- | ----- | ---------- | ------- |
|                         | Partido Social Democrata       | 1 185 | 48,35 / 100,00  | 15,65 | 3 / 5      | 1       |
|                         | Partido Popular                | 754   | 30,76 / 100,00  | 16,35 | 2 / 5      | 1       |
|                         | Partido Socialista             | 318   | 12,97 / 100,00  | 0,36  | 0 / 5      | Estável |
|                         | Coligação Democrática Unitária | 28    | 1,14 / 100,00   | 0,10  | 0 / 5      | Estável |
| Votos Inválidos         | Votos Inválidos                | 166   | 6,78 / 100,00   | 0,44  |            |         |
| Total                   | Total                          | 2 451 | 100,00 / 100,00 |       | 5 / 5      |         |
| Eleitorado/Participação | Eleitorado/Participação        | 3 295 | 74,39 / 100,00  | 3,90  |            |         |

### Vila Velha de Ródão
| Partido                 | Partido                        | Votos | %               | +/-   | Vereadores | +/-     |
| ----------------------- | ------------------------------ | ----- | --------------- | ----- | ---------- | ------- |
|                         | Partido Socialista             | 1 913 | 58,54 / 100,00  | 13,49 | 3 / 5      | 1       |
|                         | Partido Social Democrata       | 1 148 | 35,13 / 100,00  | 11,31 | 2 / 5      | 1       |
|                         | Coligação Democrática Unitária | 66    | 2,02 / 100,00   | 0,72  | 0 / 5      | Estável |
|                         | Partido Popular                | 61    | 1,87 / 100,00   | 0,19  | 0 / 5      | Estável |
| Votos Inválidos         | Votos Inválidos                | 80    | 2,45 / 100,00   | 1,26  |            |         |
| Total                   | Total                          | 3 268 | 100,00 / 100,00 |       | 5 / 5      |         |
| Eleitorado/Participação | Eleitorado/Participação        | 4 082 | 80,06 / 100,00  | 5,41  |            |         |